# Аббас и Гюльгяз
«Аббас и Гюльгяз» (азерб. Abbas və Gülgəz) — азербайджанский любовный дастан, созданный на основе стихов ашуга Аббаса Туфарганлы. Предположительно дастан сложен в XVII веке. Повествует о любви ашуга Аббаса к девушке по имени Гюльгаз.
В дастане Гюльгаз насильно ведут в шахский дворец. Аббас же, минуя различные преграды, воссоединяется со своей возлюбленной. Дастан повествует о походе на территорию Азербайджана иранского шаха Аббаса I, который и увозит с собой Гюльгез. Повествует дастан и о страданиях ашуга Аббаса, разлучённого с любимой
В дастане «Аббас и Гюльгаз» присутствуют напряжённые сцены ожидания и полные лиричности эпические образы. Дастан «Аббас и Гюльгаз» является классическим примером средневекового азербайджанского любовного дастана. Дастан исполняется ашугами. Существует несколько вариантов дастана.

## Тексты
- Азәрбајҹан халг дастанлары. 2 ҹилддә. ҹ. 1. Б., 1961;
- Азәрбајҹан дастанлары. 5 ҹилддә. ҹ. 2. Б., 1966:
- Антология азербайджанской поэзии, т. 1. М., 1960.